# Cerodontha phragmitophila
Cerodontha phragmitophila este o specie de muște din genul Cerodontha, familia Agromyzidae, descrisă de Erich Martin Hering în anul 1935. Conform Catalogue of Life specia Cerodontha phragmitophila nu are subspecii cunoscute.